# Abraxas xantha
Abraxas xantha är en fjärilsart som beskrevs av Rayner 1920. Abraxas xantha ingår i släktet Abraxas och familjen mätare. Inga underarter finns listade i Catalogue of Life.